# Corpus Signorum Imperii Romani
Das Corpus Signorum Imperii Romani (Korpus der Skulpturen der römischen Welt, abgekürzt CSIR) ist ein 1963 begründetes archäologisches Forschungsprojekt zur Erfassung und Veröffentlichungen römischer Skulpturen. 
Ins Leben gerufen wurde das Corpus Signorum Imperii Romani anlässlich des 8. Internationalen Kongresses für Klassische Archäologie 1963 in Paris von der Associazione Internazionale di Archeologia Classica als ein Gemeinschaftsprojekt von renommierten archäologischen Institutionen auf europäischer Ebene. Ziel des Projektes ist die wissenschaftliche Erfassung und Veröffentlichung von römischen Statuen und Reliefs aus allen Teilen des römischen Reiches nach einheitlichen Vorgaben. Vorbild ist das Corpus Inscriptionum Latinarum (CIL). Der erste Band erschien 1967. Seitdem erscheinen in unregelmäßiger Folge die Bände jeweils nach Ländern und geographischen Regionen gegliedert.
Diese Corpus-Idee verfolgten deutsche Archäologen (u. a. Adolf Michaelis und Paul Arndt) bereits im 19. Jahrhundert in Nachfolge des ‘Musée de sculpture antique et moderne’ des Comte de Clarac mit dem Plan, in einem allumfassenden Corpus Statuarum alle bekannten römischen statuarischen Denkmäler systematisch nach einheitlichen Richtlinien zu erfassen.
In den beteiligten Ländern sind im Wesentlichen verantwortlich:
- in Deutschland:
  - die Römisch-Germanische Kommission des Deutschen Archäologischen Instituts (DAI)
  - das Römisch-Germanische Zentralmuseum Mainz (RGZM)

- in Österreich:
  - die Österreichische Akademie der Wissenschaften (ÖAW; eine 1966 eigens eingesetzte Kommission der Akademie für den CSIR wurde 1992 aufgelöst, ihre Obmänner waren Fritz Eichler ab 1966, Hedwig Kenner ab 1971 und Hermann Vetters ab 1991)

- in der Schweiz:
  - das Römermuseum Augst
  - das Amt für Museen und Archäologie des Kantons Basel-Landschaft
  - die Kantonsarchäologie Aargau

- in Ungarn:
  - die Ungarische Akademie der Wissenschaften

- in Großbritannien:
  - die British Academy

- in Polen:
  - die Polska Akademia Nauk (PAN)

## Präsidenten
- Raymond Lantier
- Theodor Kraus
- François Braemer
- Monika  Verzár
- derzeit:  Peter Stewart